# 萩野志保子
萩野 志保子（はぎの しほこ、1972年〈昭和47年〉8月24日 - ）は、テレビ朝日のエグゼクティブアナウンサー。

## 経歴
高知県四万十市出身。慶應義塾女子高等学校を経て、慶應義塾大学文学部文学科国文学専攻を卒業。
1996年にテレビ朝日に入社。同年10月に、上岡龍太郎と『超次元タイムボンバー』の司会を担当。その後『ステーションEYE』では一般キャスター、『スーパーJチャンネル』ではスポーツキャスター、『やじうまワイド』では天気予報など幅広く担当し、後に『ANN NEWS&SPORTS』などを担当した。またナレーターを務めることも多く、近年は『ドラえもん』で出木杉英才の声を担当するなどテレビ朝日系列のアニメで声優としても活動している。
2000年に10歳年上の映像クリエーターの井口進と結婚したが、2007年秋に離婚。
再婚後の2014年2月19日、公式プロフィールページで第1子妊娠5か月であることを発表。1年数か月の産休・育児休暇を経て2015年11月に復帰。

## 人物
- 高校在学中、『高速戦隊ターボレンジャー』第31話「女戦士キリカ」に、女子バレー部員の一人として出演。
- 大のサッカーファンでもあり、BS朝日ではエールディビジ（オランダプロサッカーリーグ）の実況を担当したこともある。また、「トトワン」でもtotoの予想を連載していた。
- 元々、視力が良くなくコンタクトレンズを使用していたが、後にメガネを掛けて番組に出演していた。サッカー番組担当時代は、Jリーグの全てのチームのカラーに合わせた眼鏡を作っていた。萩野の所有するJリーグチームカラーの眼鏡の数の多さには当時のJリーグチェアマンだった川淵三郎（現：日本サッカー協会名誉会長）も驚いたほどである。

## 出演番組
※2014年6月から産休・育児休暇をとっていたが、2015年11月に復帰。
- はい!テレビ朝日です（司会、2016年1月24日 - ）
- ドラえもん（テレビ朝日版第2期、出木杉英才役〈声の出演〉[8]、2005年5月27日 - ）
- 極上空間（BS朝日、ナレーション、2018年1月6日 - ）
- やじうまプラス（土曜日、ニュース担当、2003年4月 - 2006年4月1日）
- サタデージャングル（1997年4月 - 1997年9月）
- 遊々ネイチャー
- サンデージャングル（1997年6月 - 1997年9月、2000年4月 - 2001年3月）
- 早起き1番ニュース&天気（1996年9月30日 - 1998年3月27日）
- 真相究明!噂のファイル（1998年4月 - 1998年9月）
- 朝イチ!N天CNN（1996年6月 - 1997年9月）
- 速報!スポーツCUBE（2000年4月 - 2001年3月）
- 長島三奈の熱闘!スポーツM18（1999年4月 - 2000年3月）
- 超次元タイムボンバー（1996年10月 - 1997年9月）
- 峰竜太の金曜まがじん5時ら
- 内村プロデュース
- 細木数子の緊急大予言いじめ自殺やめなさい悩める子供...親...教師を救えSP!!（2006年12月29日、ナレーション）
- スーパーJチャンネル（1997年4月 - 1998年9月、2002年4月 - 2002年9月）
- やじうまワイド（1999年4月5日 - 1999年10月2日）
- 27時間チャレンジテレビ（1997年11月、司会、「寝ずの当番ズ」など）
- 週刊おかずのクッキング（ナレーション）
- ナンだ!?（ナレーション）
- ムーぽん（きよちゃん役〈声の出演〉）
- あたしンち（次回予告アナウンサー役〈声の出演〉[9]、2002年 - 2009年）
- ちい散歩（ナレーション、2006年4月3日 - 2012年5月4日）
- ご姉弟物語（ナレーション〈声の出演〉、2009年10月9日 - 2010年6月26日）
- ANN NEWS&SPORTS（ニュース担当、2006年4月2日 - 2013年11月10日）
  - 過去にスポーツコーナーを担当（2001年4月 - 2002年3月）
  - 2012年9月29日までは土曜版のキャスターも担当していた土曜版は翌週より『ポータル ANNニュース&スポーツ』になったことにより終了）。
- いきなり!黄金伝説（ナレーション）
- ニュースの深層（2013年3月31日までは朝日ニュースター、4月1日以降テレ朝チャンネル2 ニュース・スポーツ・番組終了時は水曜担当〈以前は火曜→金曜担当だった。〉）
- 竹中平蔵・上田晋也のニッポンの作り方（BS朝日）
- ＃モデる（2016年4月3日 - 9月25日）
- ANNニュース
- News Access（BS朝日）
- グレイトギフト 第4話 -（冒頭ナレーション、2024年2月8日 - ）[10]
- サンドウィッチマン&芦田愛菜の博士ちゃん（ナレーション）

## その他出演

### 映画
- 映画・ドラえもんシリーズ（出木杉役）※声の出演
  - 映画ドラえもん のび太の新魔界大冒険 〜7人の魔法使い〜
  - 映画ドラえもん のび太と緑の巨人伝
  - 映画ドラえもん 新・のび太の宇宙開拓史[11]
  - 映画ドラえもん のび太の人魚大海戦
  - 映画ドラえもん のび太と奇跡の島 〜アニマル アドベンチャー〜
  - 映画ドラえもん 新・のび太の大魔境 〜ペコと5人の探検隊〜
  - STAND BY ME ドラえもん
  - 映画ドラえもん のび太の宝島
  - 映画ドラえもん のび太の月面探査記
  - 映画ドラえもん のび太の新恐竜
  - STAND BY ME ドラえもん 2
  - 映画ドラえもん のび太の宇宙小戦争 2021
  - 映画ドラえもん のび太と空の理想郷
  - 映画ドラえもん のび太の地球交響楽
- ゴーちゃん。〜モコとちんじゅうの森の仲間たち〜（モコのお母さん）※声の出演[12]
- ゴーちゃん。〜モコと氷の上の約束〜（モコのお母さん）※声の出演[13]

### 舞台
- 劇団ひまわり第60期研究科修了公演 マクベス（2025年3月17日 - 19日、東京・シアター代官山）[14] マクベス夫人役

## 同期アナウンサー
- 川島淳（現在は編成部へ異動）
- 古澤琢（現在は宣伝部へ異動）
- 吉元潤子（退社）